# Dinumma subjecta
Dinumma subjecta là một loài bướm đêm trong họ Noctuidae.